# Rivière Saginaw
Pour les articles homonymes, voir Saginaw.
La rivière Saginaw est une rivière qui est de 35 kilomètres de long dans l'État américain de Michigan. Elle coule dans la Péninsule inférieure du Michigan et se jette dans la baie de Saginaw dans le lac Huron au port de Bay City.
La rivière Saginaw reçoit les eaux de plusieurs affluents, parmi lesquels celles de la rivière Tittabawassee.
La rivière est un itinéraire important d'expédition pour la partie centrale de l'état, passant par les villes de Saginaw et de Bay City.